# Saint-Marcel, Eure
För andra betydelser, se Saint-Marcel.
Saint-Marcel är en kommun i departementet Eure i regionen Normandie i norra Frankrike. Kommunen ligger i kantonen Vernon-Nord som tillhör arrondissementet Évreux. År 2022 hade Saint-Marcel 4 474 invånare.

## Befolkningsutveckling
Antalet invånare i kommunen Saint-Marcel
Referens:INSEE